# Aich (Aichach)
Aich ist ein Gemeindeteil der Stadt Aichach im Landkreis Aichach-Friedberg.
Der Ort mit der topografischen Angabe Kapelle liegt auf der Gemarkung Oberbernbach unmittelbar an der Gemeindegrenze zu Hollenbach.